# Галас, Тарас Андреевич
Тара́с Андре́евич Гала́с (укр. Тарас Андрійович Галас; 1 марта 2004, Забойки, Тернопольская область) — украинский футболист, полузащитник клуба «Левый берег».

## Биография
Родился в селе Забойки Тернопольской области. Воспитанник ДЮСШ Тернопольского района. В ДЮФЛУ выступал с 2017 по 2021 год по ДЮСШ ФА «Тернополь». Взрослую футбольную карьеру начал в 2021 году в составе «Тернополя-ТНПУ». В 4-х матчах чемпионата Тернопольской области отличился 3-мя голами.
23 июля 2021 года подписал свой первый профессиональный контракт, с «Мункачем» в футболке мукачевского клуба дебютировал 24 июля 2021 года в победном (1:0) домашнем поединке 1-го тура группы А Второй лиги Украины против «Чернигова». Тарас вышел на поле в стартовом составе и отыграл весь матч. Профессиональном футболе отличился 12 сентября 2021 года на 73-й минуте победного (4:3) выездного поединка 8-го тура группы А Второй лиги Украины против борщаговской «Чайки». В сезоне 2021/22 сыграл 19 матчей (2 гола) во Второй лиге Украины и 1 поединок в кубке Украины.
В конце августа 2022 года свободным агентом перебрался в «Ворсклу». В сезоне 2022/23 выступал в юношеском чемпионате Украины. В Премьер-лиге Украины дебютировал 26 февраля 2024 года в проигранном (0:1) выездном поединке 18-го тура против луганской «Зари». Тарас вышел на поле на 84-й минуте вместо Сергея Мякушко. В весенне-летней части сезона 2023/24 выходил на поле в 3-х поединках высшего дивизиона чемпионата Украины, во всех случаях — со скамейки запасных на заключительные минуты.
13 июля 2023 года свободным агентом перешел в «Левый берег». Дебютировал за столичный клуб 26 июля 2024 года в победном (5:4, серия послематчевых пенальти) полуфинальном поединке Турнира за место в УПЛ против харьковского «Металлиста 1925». Галас вышел на поле на 67-й минуте вместо Олега Синицы. В Премьер-лиге Украины за «Левый берег» дебютировал 4 августа 2024 года в проигранном (0:1) выездном поединке 1-го тура против черкасского ЛНЗ. Галас вышел на поле на 73-й минуте вместо Олега Синицы.